# Edmund Neuendorff

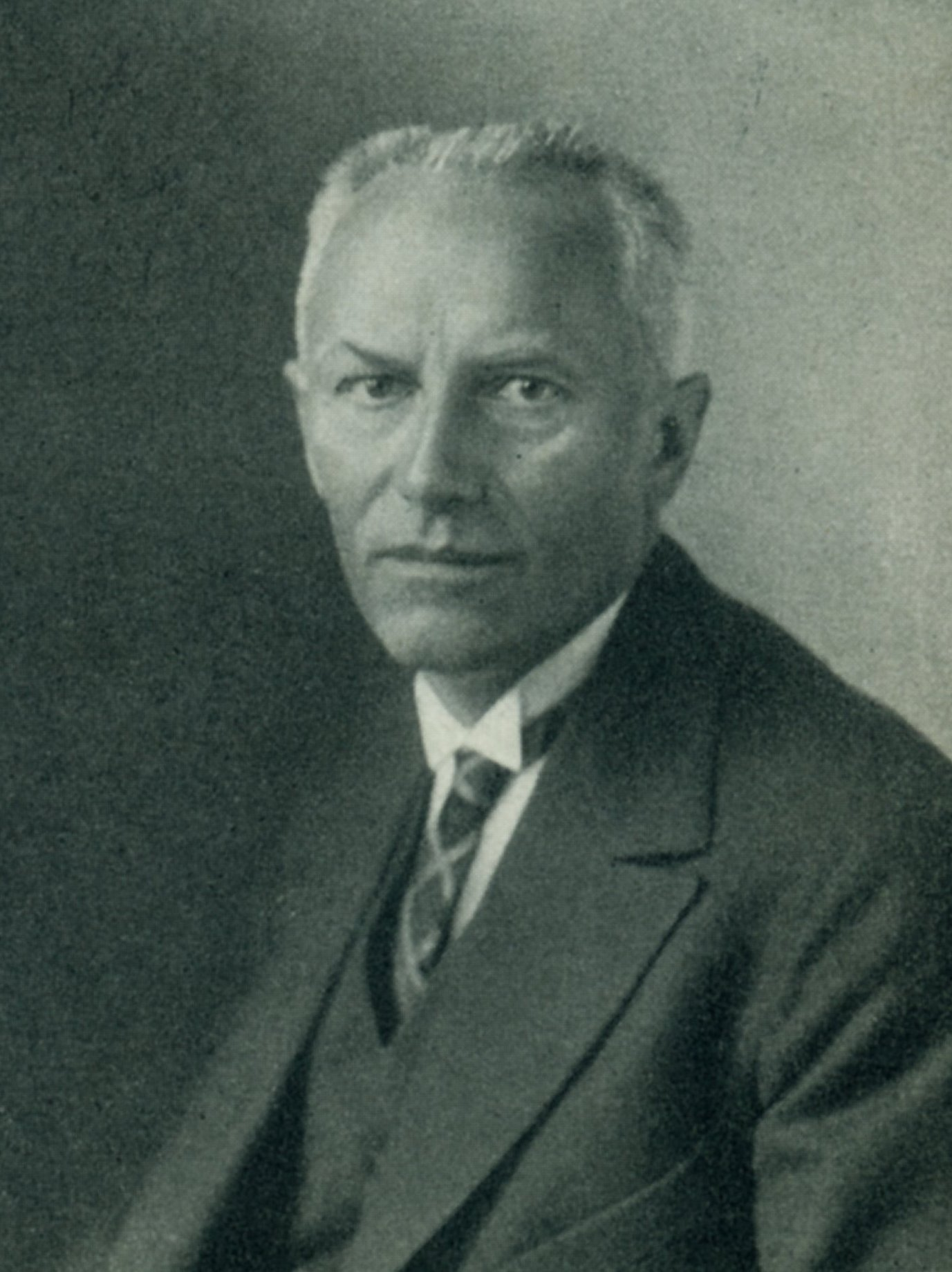
Edmund Neuendorff, um 1933

Gustav Rudolf Edmund Neuendorff (* 23. April 1875 in Berlin; † 30. August 1961 in Bramsche) war ein deutscher Pädagoge und Sportführer in der Zeit des Nationalsozialismus. 

## Leben und Wirken
Als Sohn eines Kaufmanns wuchs Edmund Neuendorff in Berlin auf und bestand dort 1894 sein Abitur am Sophiengymnasium. Während seines Studiums wurde er Mitglied im Akademischen Turnverein zu Berlin. Nach dem Studium der Philosophie und Philologie promovierte er 1897 mit einer Arbeit über Immanuel Kant, legte seine Prüfung als Turnlehrer ab und bestand 1899 das Staatsexamen. Dem beruflichen Einstieg als Oberlehrer in Ohrdruf (1899) folgte 1901 die Berufung zum Schulleiter in Haspe. 1911 wechselte er nach Mülheim an der Ruhr, um dort die Leitung des Städtischen Gymnasiums zu übernehmen. Über das schulische Leben hinaus engagierte er sich bei der Organisation der Vaterländischen Festspiele (1911) und bei der Gründung der Mülheimer Volkshochschule (1919). Zudem war er führend im Wandervogel e.V. tätig. 1913 beantragte er auf der Delegiertenkonferenz des Wandervogels, keine Juden mehr aufzunehmen, was nicht angenommen wurde, jedoch eindrücklich seinen Antisemitismus zeigt, den er nie abgelegt hat. 1920 trat Neuendorff vom Amt des Bundesführers des Wandervogels zurück.
1924 verließ Neuendorff Mülheim und ging zurück nach Berlin, wo ihm die Deutsche Hochschule für Leibesübungen (DHfL) eine Stelle angeboten hatte. Er leitete die 1932 aufgelöste Preußische Hochschule für Leibesübungen im Gebäude der heutigen Polizeiakademie Berlin. Zugleich rückte er an die Spitze des größten deutschen Sportverbandes, der Deutschen Turnerschaft (DT), deren Führung er 1933 übernahm. Er betrieb den Ausschluss von Kommunisten, Sozialdemokraten und Juden, unter Anwendung des von ihm am 8. April eingeführten Arierparagraphen. Von 1933 bis 1934 gehörte er dem Reichsführerring des deutschen Sports an. Infolge von Auseinandersetzungen mit dem Reichssportführer Hans von Tschammer und Osten wurde er 1934 von allen seinen Ämtern entbunden und in den vorzeitigen Ruhestand versetzt. Fortan übernahm Neuendorff, der seit 1932 Mitglied der NSDAP war, Führungsämter in der Naziorganisation „Kraft durch Freude“ (KdF). 1936 wurde er Lehrbeauftragter für Sportpädagogik an der Universität Bonn. Ab 1941 war er Abteilungsleiter des KdF in Prag, wo er 1945 verhaftet und interniert wurde.
Ein Theologiestudium während seiner Bonner Lehrtätigkeit qualifizierte Neuendorff 1945 zur Ordination als Pfarrer, nachdem er am 6. Februar 1946, also im Alter von 70 Jahren, sein Examen bestanden hatte. Er „tauchte ab in den kirchlichen Dienst“, auf eine Pfarrstelle in Groß Buckow in der Niederlausitz. Nachdem er in Folge eines Spruches der Entnazifizierungskommission dort nicht bleiben konnte, gelang es ihm, eine Stelle als Flüchtlingspfarrer in Voltlage bei Bramsche zu bekommen, wo er bis 1959 als Seelsorger wirkte. Am 30. August 1961 starb er im Alter von 86 Jahren.
Edmund Neuendorff hinterließ einen publizistischen Nachlass von 37 Büchern und mehr als 500 Aufsätzen, darunter zahlreiche philosophische und pädagogische Werke, Schriften zum Beruf des Turnlehrers und zum Turnunterricht in Schulen, allgemeine und methodische Schriften zum Thema Sport sowie Abhandlungen zur Geschichte des Turnens.

## Schriften (Auswahl)
- Moderne pädagogische Strömungen und einige ihrer Wurzeln im geistigen Leben der Zeit. Harke & Hemmer, Haspe 1907. Digitalisat
- Turnen, Spiel und Sport für deutsche Mädchen. Hermann Paetel Verlag, Berlin 1910.
- Turnen, Spiel und Sport für deutsche Knaben. Hermann Paetel Verlag, Berlin 1911.
- Die Turnstunde in der Knabenschule. Wilhelm Limpert Verlag, Dresden 1920.
- Jugendturnerspiegel. Ein Lebensbuch für jugendliche Turner und Turnerinnen der Deutschen Turnerschaft. Weidmannsche Buchhandlung, Berlin 1923.
- Kommt zum Turnen! In: Sportzeitung des Stuttgarter Neuen Tagblatts, Jg. 5 (1924), Nr. 15, 14. April 1924, S. 5f.
- Deutsches Volkstum. Leib und Leibesübungen im deutschen Frühmittelalter. Wilhelm Limpert Verlag, Dresden 1925.
- Die deutschen Leibesübungen. Großes Handbuch für Turnen, Spiel und Sport. Wilhelm Andermann Verlag, München 1927.
- Deutsches Mädchenturnen. Wilhelm Limpert Verlag, Dresden 1930.
- Die deutsche Turnerschaft 1860-1936. Wilhelm Limpert Verlag, Berlin 1936.
- Geschichte der neueren deutschen Leibesübung vom Beginn des 18. Jahrhunderts bis zur Gegenwart 4 Bände. Limpert, Dresden 1930–1936.